# Trmová
Trmová (německy Dürmaul) je zaniklá vesnice ve vojenském újezdu Hradiště v okrese Karlovy Vary. Stála v Doupovských horách 8,5 kilometrů západně od Mašťova a 0,5 kilometru severovýchodně od Doupova v nadmořské výšce okolo 610 metrů.

## Název
Název vesnice je odvozen z osobního jména Trma ve významu Trmův dvůr. V historických pramenech se objevuje ve tvarech: Tyrremowe (1196), Dormle (1513), w Trmowe (1543), Dorrmaul (1563), vsi Durmanli (1588), Türmalul (1631), Dirmaull a Dörmaull (1637), Dirmaul (1654), Dürrmaul (1785) a Dürmaul nebo Drmol (1847).

## Historie
První písemná zmínka o vesnici je z roku 1196, kdy byla Trmová uvedena na seznamu vesnic, kterými vladyka Milhost obdaroval jím založený mašťovský klášter. Neznámo kdy se vesnice dostala do držení rodu Mašťovských z Kolovrat, od kterých ji roku 1546 koupil Hugo z Leisneku. Od té doby patřila až do zrušení poddanství k doupovskému panství. Po třicetileté válce ve vsi podle berní ruly z roku 1654 žilo čtrnáct sedláků a dva chalupníci. Hlavním zdrojem jejich obživy byl chov dobytka, ale důležitou roli hrála také výroba a prodej šindelů.
Johann Gottfried Sommer ve svém díle z roku 1847 v Trmové uvedl 243 obyvatel, kteří bydleli ve 43 domech. Ve vsi tehdy bývala hospoda. Podle adresáře z roku 1914 ve vesnici byla pila, dva hostince, dva obchody se smíšeným zbožím, obchod s obilím, senem a uhlím a trafika. Asi 2,5 kilometru severozápadně od vesnice stával mlýn. Ve stejném roce byla otevřena nová školní budova zdejší jednotřídní školy, která byla po první světové válce rozšířena na trojtřídní. V hospodářství stále dominovalo zemědělství: pěstování ovsa a chov dobytka. V roce 1921 byla vesnice připojena k elektrické rozvodné síti. Sídlo farnosti, pošta a nádraží bývalo v Doupově.
Trmová zanikla vysídlením v důsledku zřízení vojenského újezdu během druhé etapy rušení sídel. Úředně byla zrušena k 31. srpnu 1953.

## Přírodní poměry
Trmová stávala na rozhraní katastrálních území Tureč u Hradiště a Žďár u Hradiště v okrese Karlovy Vary, asi 0,5 kilometru východně od Doupova a 8,5 kilometru západně od Mašťova. Nacházela se v nadmořské výšce okolo 610 metrů v údolí Liboce. Oblast leží v centrální části Doupovských hor, konkrétně v jejich okrsku Hradišťská hornatina. Půdní pokryv tvoří kambizem eutrofní. Původní katastrální území vesnice měřilo 537 hektarů, z čehož pole tvořila 300 hektarů, pastviny 93 hektarů, lesy 75 hektarů a louky čtyřicet hektarů.
V rámci Quittovy klasifikace podnebí Trmová stála v mírně teplé oblasti MT3, pro kterou jsou typické průměrné teploty −3 až −4 °C v lednu a 16–17 °C v červenci. Roční úhrn srážek dosahuje 600–750 milimetrů, počet letních dnů je 20–30, počet mrazových dnů se pohybuje mezi 160–160 a sněhová pokrývka zde leží 60–100 dnů v roce.

## Obyvatelstvo
Při sčítání lidu v roce 1921 zde žilo 288 obyvatel (z toho 145 mužů) německé národnosti a římskokatolického vyznání. Podle sčítání lidu z roku 1930 měla vesnice 266 se stejnou národnostní a náboženskou strukturou.
|           | 1869 | 1880 | 1890 | 1900 | 1910 | 1921 | 1930 | 1950 |
| --------- | ---- | ---- | ---- | ---- | ---- | ---- | ---- | ---- |
| Obyvatelé | 255  | 267  | 259  | 285  | 319  | 288  | 266  | 67   |
| Domy      | 45   | 48   | 49   | 52   | 54   | 50   | 51   | 38   |

## Obecní správa
Po zrušení patrimoniální správy se Trmová v roce 1850 stala obcí. V následujícím desetiletí na krátký čas o samosprávu přišla a byla připojena jako osada k obci Řednice, ale roku 1869 už byla znovu obcí, kterou zůstala do svého zániku.

## Pamětihodnosti
Na Janském vrchu severovýchodně od vesnice stávala kaple svatého Jana Křtitele, kterou nechal roku 1643 postavit Florián Žďárský ze Žďáru. Hrabě Nostic v roce 1681 umožnil její rozšíření. Koncem osmnáctého století kaple chátrala, až musela být roku 1801 zbořena. Obec nechala, s přispěním baronky Fleissnerové, v roce 1815 postavit novou kapli. Mše se v ní poté sloužily až do 25. června 1945. V roce 1948 kaple vyhořela. Další kaple, věnovaná památce padlých v první světové válce, stála v centru vesnice.